# San Giovanni di Posada
San Giovanni è una frazione di Posada in Sardegna, sulla costa tirrenica dell'isola.
Anticamente noto come Porto di Posada, è stata ricostruita negli anni '70 come caratteristico villaggio residenziale per le vacanze.

## Storia
La sua storia risale al porto romano (denominato "Portus Luguidonis") presumibilmente situato nella piccola baia compresa fra la Chiesa di San Giovanni e la torre. Attraverso questo porto passavano tutte le merci da o per Roma, ma tutto il carico veniva trasportato da piccole e leggere navi dirette a Olbia (circa 50 km a nord), dove navi più grandi realizzavano il collegamento con Ostia. Il traffico era presumibilmente intenso, visto che la Sardegna portava il soprannome di "granaio di Roma". Questo antico porto è stato un punto di riferimento per la costruzione del nuovo porto di La Caletta, situato a poche centinaia di metri di distanza.
Nelle immediate vicinanze si suppone vi fosse una città Feronia, in onore dell'omonima divinità etrusca, dea delle acque: questo proverebbe la presenza degli Etruschi in questa zona al tempo dei Nuraghi. Un simile culto di Feronia è riportato sulla terraferma italiana almeno in due luoghi: a Fiano Romano (vicino a Roma) e a Terracina, a circa 120 km a sud di Roma.

## Oggi
È una delle mete turistiche della Sardegna, dispone di una spiaggia di 1 km e di un sistema di fiumi di importanza biologica. Nel prossimo futuro una parte di questo territorio sarà formalmente protetta con la creazione di un parco naturale (Parco Fluviale).

## Curiosità

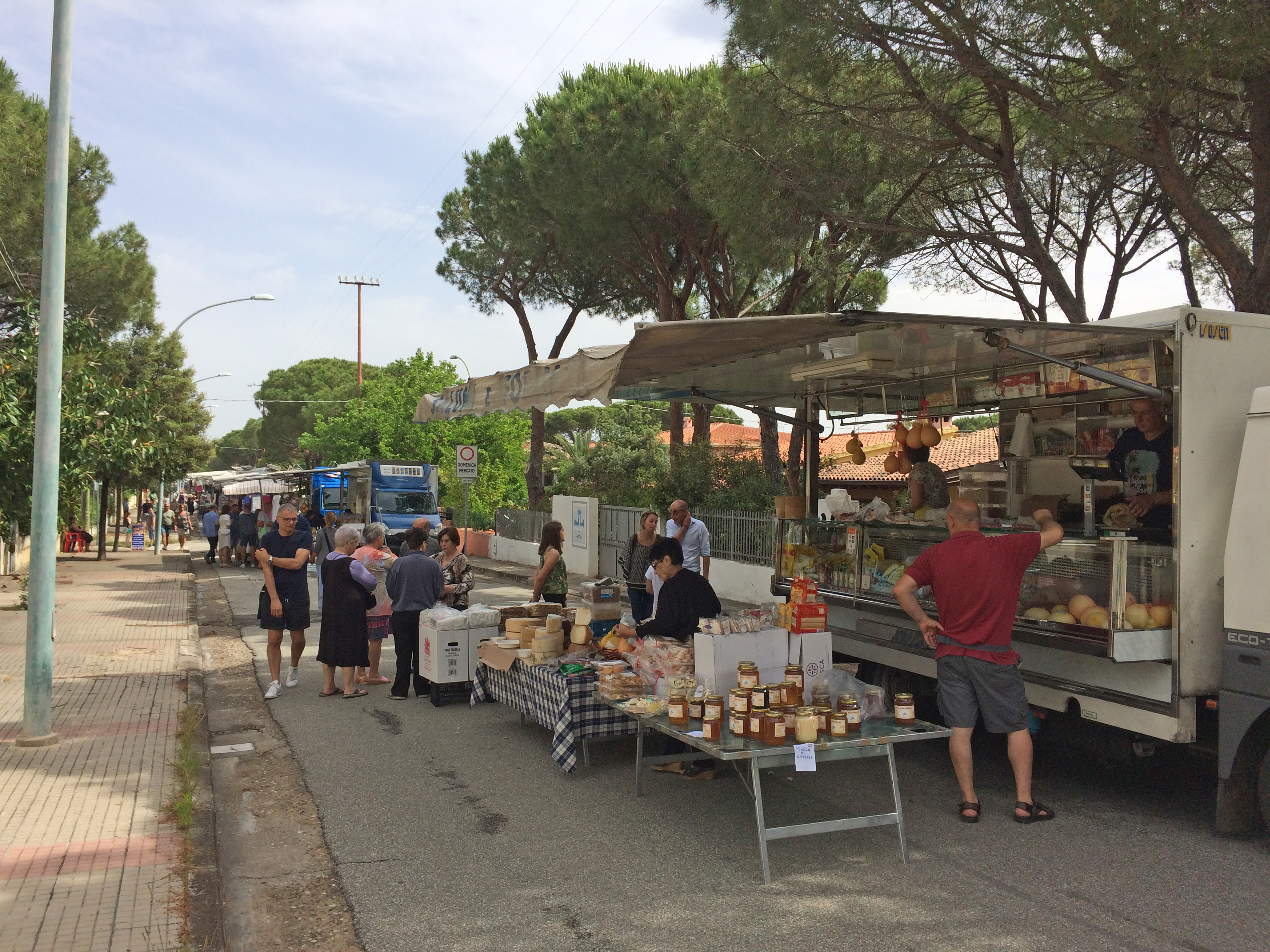
Il tipico mercato di viale Sardegna.

La spiaggia annessa a questa frazione, la spiaggia di San Giovanni, insieme alle altre di Posada, ottiene da più di dieci anni il premio delle 5 vele Legambiente.
Nel periodo estivo, ogni domenica mattina, nel viale Sardegna, si tiene il tipico mercato, dove possono essere comprati i più svariati prodotti, da quelli alimentari all'abbigliamento, che attira numerose persone.

## Dati demografici
Nella frazione San Giovanni di Posada risiedono 256 abitanti, di cui 137 femmine e 119 maschi.

## Luoghi di interesse

### Luoghi di interesse naturalistico
- Stagno Longu
- Spiaggia di San Giovanni di Posada
- Monte Longu

### Luoghi di interesse storico/architettonico
- Torre di San Giovanni
- Chiesa di San Giovanni Battista